# クロスビート
クロスビート（CROSSBEAT）は、シンコーミュージック・エンタテイメント（以下「シンコー」と表記）がかつて発行していた月刊の音楽雑誌。現在は休刊。

## 概要
1988年創刊。創刊編集長は元『ミュージック・ライフ』編集者の森田敏文。ヨーロッパやアメリカのロックミュージックを中心にテクノやヒップホップ等も取り上げていた。
創刊当初は『Rockin'on』と同じ版型であったが、2013年1月号より小型化し、『レコード・コレクターズ』などと同じになった。この前後を境に、再発・リイシュー盤が発売される過去のロックアーティストを表紙・巻頭に据えつつ、ART-SCHOOLやOKAMOTO'Sなどの日本人アーティスト、フライング・ロータスなどのダンスミュージック系アーティスト、韓国のインディーシーンなど英米以外の音楽を扱う記事も登場し、内容が多角化した。
2013年には創刊25周年を迎えたが、9月18日発売の2013年11月号をもって休刊することが決まった。なお、不定期でムックなどの刊行は続けられる。

## 歴代編集長
- 森田敏文
- 大谷英之